# Helia americalis
Helia americalis là một loài bướm đêm trong họ Erebidae.